# Göteborgs centralstation

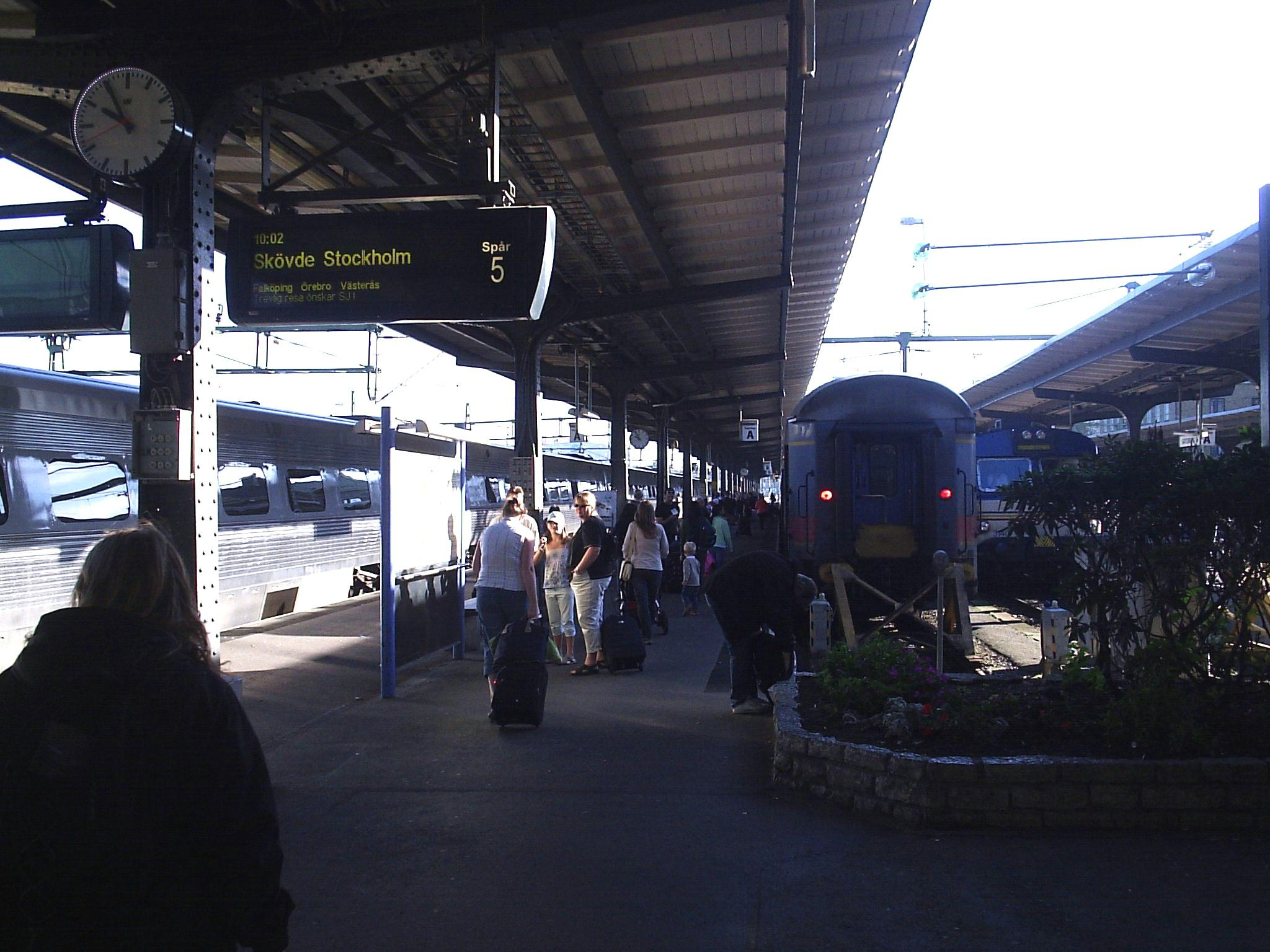
Jeden z peronów

Göteborg centralstation – dworzec centralny i największy w Göteborgu. Jest drugim z największych (po dworcu w Sztokholmie) dworcem kolejowym w kraju. Znajduje się przy placu Drottningtorget. Został otwarty 4 października 1858 r. Dziennie korzysta z niego nawet 40 tys. osób. Na dworcu znajduje się 16 torów. 